# Prikro (département)
Le département de Prikro est un département de Côte d'Ivoire. 
Issu de la scission du département de M'Bahiakro, le département de Prikro a été créé par le décret numéro 2005-251 du 07 Juillet 2005 et est fonctionnel depuis le 30 juin 2007. 
Il comprend cinq sous-préfectures, à savoir Prikro, ouverte en février 1964, Koffi Amonkro, ouverte le 30 juillet 2001, Famienkro, ouverte le 4 octobre 2010 et les sous-préfectures de Nafana et Anianou. Il couvre une superficie de 2400 km² et est limité au nord par le département de Dabakala, au sud par celui de Daoukro, à l'est par le département de Sandégué et à l'ouest par celui de M'Bahiakro. 